# Tre blink mod vest
|  | Denne artikel er oprettet af botten PalnaBot ud fra en ekstern database. Den kan derfor have sproglige fejl eller mangler. Denne skabelon kan fjernes efter kontrol af indholdet. |

Tre blink mod vest er en film instrueret af Ulla Boje Rasmussen efter manuskript af Ulla Boje Rasmussen.

## Handling
Filmen portrætterer Mykines på Færøerne, hvor fuglefangst har været praktiseret i århundreder, hvor menneskers liv er formet af natur og vejr, hvor jagt og fiskeri er truet af forureningen. Et historisk og nutidigt portræt af mennesker, liv og natur.